# Đông Cape
Đông Cape (tiếng Anh: Eastern Cape) là một tỉnh của Nam Phi. Thủ phủ là Bhisho, nhưng hai thành phố lớn nhất là Port Elizabeth và East London. Tỉnh được thành lập vào năm 1994 trên các lãnh thổ cách li của người Xhosa là Transkei và Ciskei, cùng với phần phía đông của Tỉnh Cape. Khi 1820 người định cư châu Âu đến, phần trung tâm và đông của tỉnh là nơi cư trú truyền thống của người Xhosa. Khu vực là nơi sinh của nhiều chính trị gia Nam Phi nổi bật, như Nelson Mandela, Oliver Tambo, Walter Sisulu, Govan Mbeki, Raymond Mhlaba, Chris Hani, Thabo Mbeki, Steve Biko và Charles Coghlan.

## Lịch sử
Đông Cape trở thành một tỉnh của Nam Phi vào năm 1994 và hình thành bởi việc hợp nhất các khu vực xứ sở của người Xhosa là Transkei và Ciskei, cùng với phía đông tỉnh Cape. Kết quả của việc này dẫn đến một số việc bất thường như tỉnh có 4 tòa án cấp cao (tại Grahamstown, Port Elizabeth, Bhisho và Mthatha).